# Wilmer Odefalk
Carl Peter Wilmer Odefalk (Täby, 21 novembre 2004) è un calciatore svedese, centrocampista del Brommapojkarna.

## Carriera

### Club
Odefalk è cresciuto nel settore giovanile del Brommapojkarna, con cui ha debuttato il 16 giugno 2021 nell'incontro di Svenska Cupen vinto 6-0 contro il Tyresö. Il 15 ottobre seguente ha firmato il suo primo contratto professionistico con il club rossonero. Divenuto titolare l'anno seguente, il 22 febbraio 2022 ha segnato il suo primo gol in carriera nel pareggio per 1-1 contro l'Halmstad in coppa nazionale.
L'8 dicembre 2022 è stato ceduto a titolo definitivo al Djurgården, ed il 3 maggio seguente ha debuttato in Allsvenskan contro l'Häcken. Il 3 luglio ha fatto ritorno al Brommapojkarna.

### Nazionale
Ha giocato nella nazionale svedese Under-19.

## Statistiche

### Presenze e reti nei club
Statistiche aggiornate al 3 giugno 2024.
| Stagione        | Squadra         | Campionato      | Campionato | Campionato | Coppe nazionali | Coppe nazionali | Coppe nazionali | Coppe continentali | Coppe continentali | Coppe continentali | Altre coppe | Altre coppe | Altre coppe | Totale | Totale | Totale |
| Stagione        | Squadra         | Comp            | Pres       | Reti       | Comp            | Pres            | Reti            | Comp               | Pres               | Reti               | Comp        | Pres        | Reti        | Pres   | Reti   |        |
| --------------- | --------------- | --------------- | ---------- | ---------- | --------------- | --------------- | --------------- | ------------------ | ------------------ | ------------------ | ----------- | ----------- | ----------- | ------ | ------ | ------ |
| 2021            | Brommapojkarna  | D1              | 1          | 0          | CS              | 1               | 0               |                    | -                  | -                  |             | -           | -           | 2      | 0      |        |
| 2022            | Brommapojkarna  | S1              | 27         | 1          | CS+CS           | 3+1             | 1+0             |                    | -                  | -                  |             | -           | -           | 31     | 2      |        |
| 2023            | Djurgården      | A               | 1          | 0          | CS              | 0               | 0               |                    | -                  | -                  |             | -           | -           | 1      | 0      |        |
| 2023            | Brommapojkarna  | A               | 13+2       | 1+0        | CS              | 1               | 1               |                    | -                  | -                  |             | -           | -           | 16     | 2      |        |
| 2024            | Brommapojkarna  | A               | 10         | 1          | CS+CS           | 3+0             | 1+0             |                    | -                  | -                  |             | -           | -           | 13     | 2      |        |
| Totale carriera | Totale carriera | Totale carriera | 54         | 3          |                 | 9               | 3               |                    | -                  | -                  |             | -           | -           | 63     | 6      |        |